# 아이작 메릿 싱어

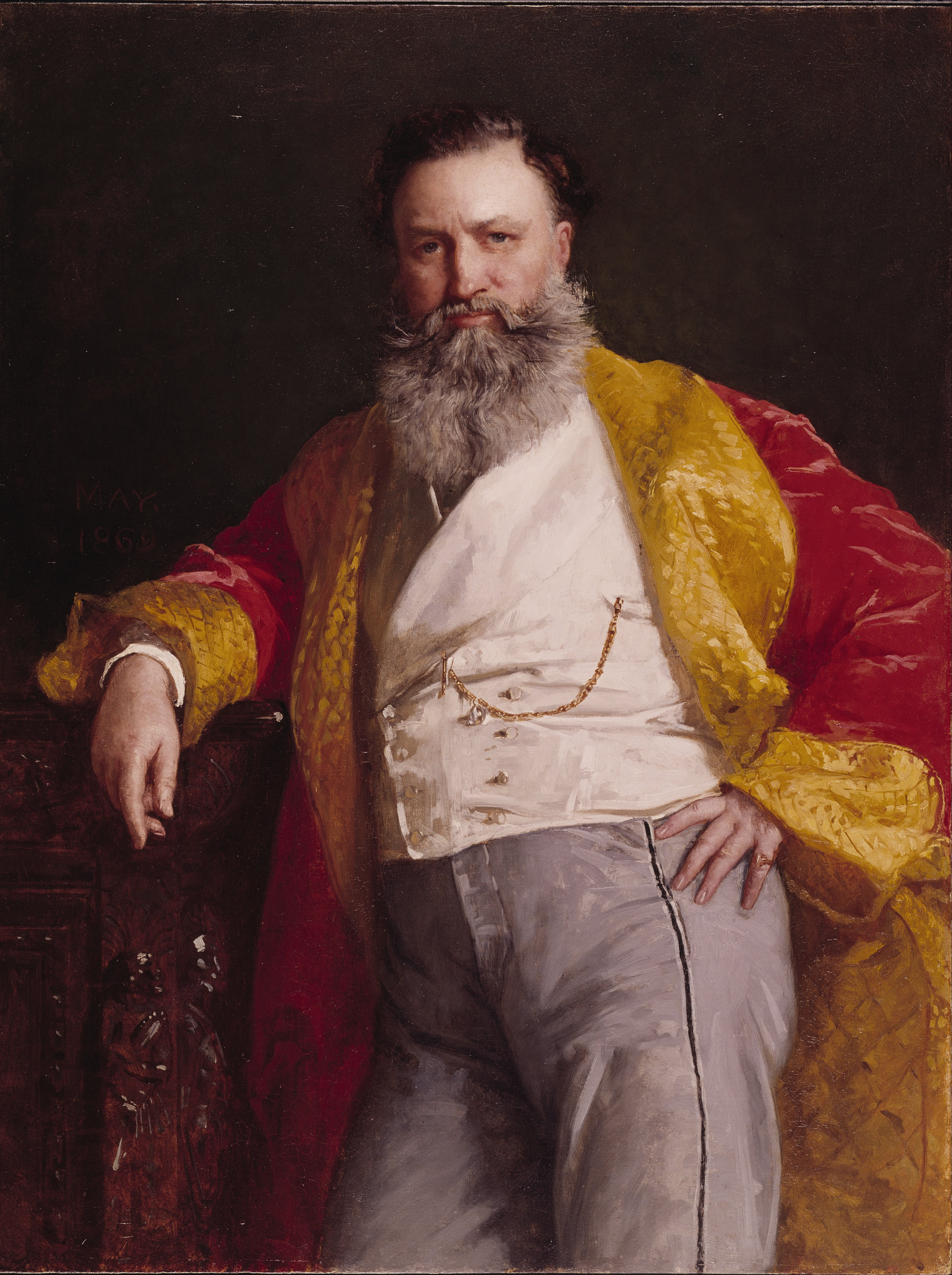
아이작 싱거

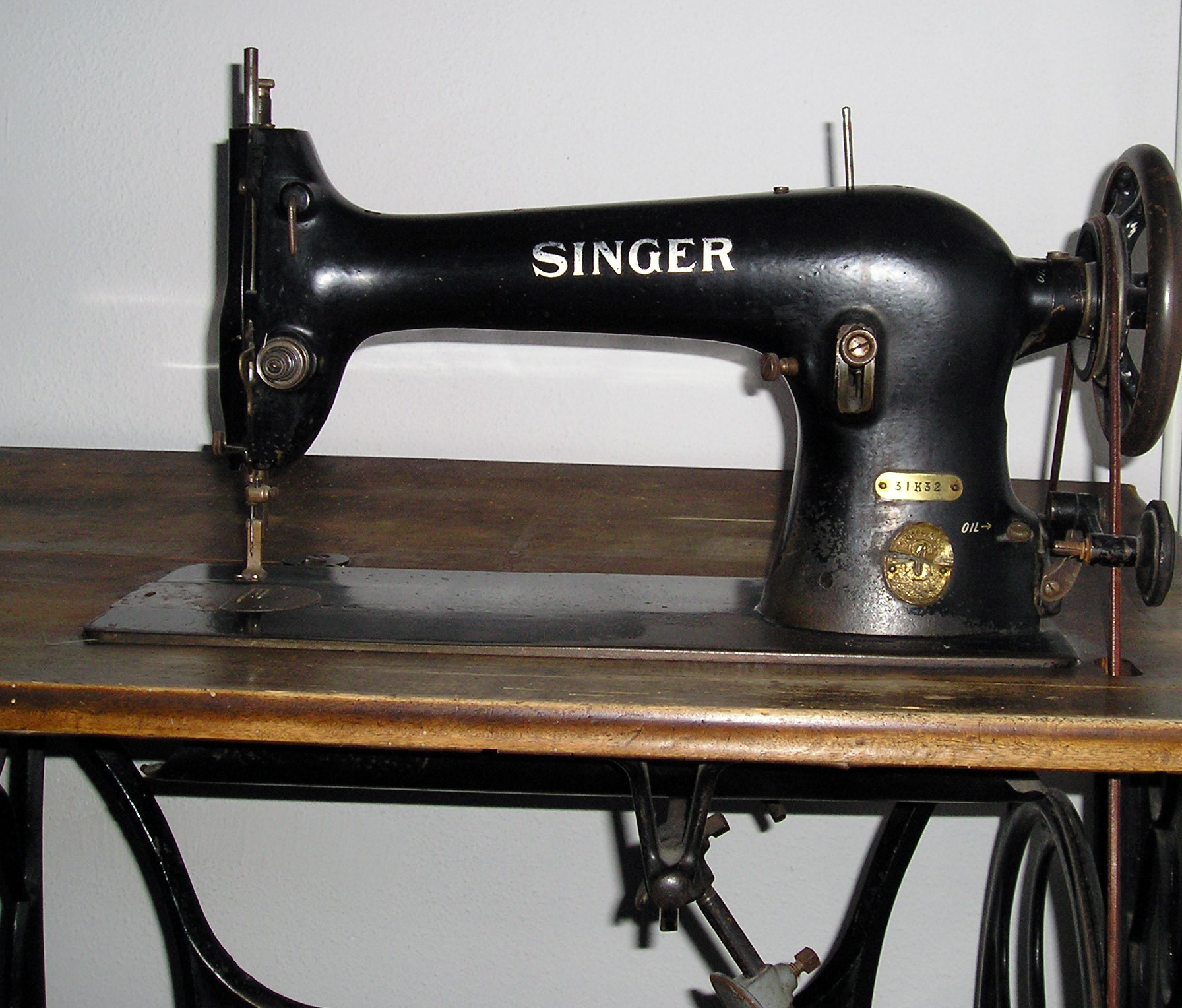
싱거 재봉틀

아이작 메릿 싱거(Isaac Merritt Singer, 1811년 10월 27일 ~ 1875년 7월 23일)는 미국의 발명가이다. 처음에 기계공이었는데, 싱거 재봉틀을 발명하여 특허를 얻었다. 1851년 뉴욕에 공장을 설립하여 세계적으로 유명해졌다.
그는 재봉틀의 디자인에 있어 중요한 개선을 했으며 싱거 재봉틀 회사의 설립자였다.

## 생애

### 젊은 시절
아이작 싱거는 1811년 10월 27일 뉴욕 피츠타운에서 태어났다. 그는 아담 싱거와 그의 첫 번째 부인 루스 벤슨 사이에서 태어난 마지막 아이였다.